# Vitali Rodionov
Vitali Rodionov   (Vítsiebsk, 11 de desembre de 1983) és un exfutbolista belarús de les dècades de 2000 i 2010.
Fou internacional amb la selecció de Belarús.
Pel que fa a clubs, defensà els colors de BATE Borisov.